# Metropolitana di Valparaíso
La metropolitana di Valparaíso collega le città di Valparaíso, Viña del Mar, Quilpué, Villa Alemana e Limache. È gestito dalla società Metro Regional de Valparaíso SA, una filiale della società ferroviaria statale corsa-cilena Empresa de los Ferrocarriles del Estado. È stata inaugurata il 23 novembre 2005 e ha cominciato a funzionare il giorno seguente. Insieme al Biotren di Concepción e alla Metropolitana di Santiago del Cile sono i sistemi di metropolitana più grandi in Cile.

## Storia
Valparaíso aveva un sistema di treni interurbani dal XIX secolo, ma non poteva essere definita una metro a causa di treni poco frequenti e altre carenze. Nel 1999 inizia la costruzione del sistema attuale, abbattendo le vecchie stazioni e costruendo le nuove. A Viña del Mar è stato costruito un tunnel di oltre 5 chilometri di lunghezza. I nuovi treni sono arrivati in Cile il 22 febbraio 2005 e il vecchio sistema è stato dismesso il 30 giugno dello stesso anno.